# ICANN
ICANN er en forkortelse for Internet Corporation for Assigned Names and Numbers og er et non-profit selskab stiftet med det formål at formidle en række Internet-relaterede opgaver gennem uddelegering til andre organisationer, f.eks. IANA, Internet Assigned Numbers Authority. ICANN rapporterer til og opererer på direkte foranledning af USA's regering, hvilket til stadighed giver stor bekymring rundt omkring i verden – blandt andet i EU-landene. Dette er dog iflg. ICANN's formand ikke tilfældet mere. 
Blandt ICANNs opgaver kan nævnes tildeling og håndtering af domænenavne og IP-adresser. 
Aktuelt set beskæftiger ICANN sig primært med introduceringen af nye TLD'er. Det tekniske arbejde ICANN varetages primært af IANA, hvorimod moderorganisationen ICANN hovedsagligt beskæftiger sig med politik.